# Football Club Igea Virtus Barcellona 2002-2003
Questa voce raccoglie le informazioni riguardanti  il Football Club Igea Virtus Barcellona nelle competizioni ufficiali della stagione 2002-2003.

## Rosa
| N. |                   | Ruolo | Calciatore         |
| -- | ----------------- | ----- | ------------------ |
|    | Italia (bandiera) | C     | Salvatore Aiello   |
|    | Italia (bandiera) | A     | Marco Alberio      |
|    | Italia (bandiera) | D     | Giuseppe Alizzi    |
|    | Italia (bandiera) | D     | Maurizio Anastasi  |
|    | Italia (bandiera) | C     | Daniele Ancione    |
|    | Italia (bandiera) | A     | Nicola Armonia     |
|    | Italia (bandiera) | C     | Mirco Camarda      |
|    | Italia (bandiera) | C     | Fabio Caserta      |
|    | Italia (bandiera) | D     | Antonino Cinolauro |
|    | Italia (bandiera) | A     | Angelo Corona      |
|    | Italia (bandiera) | A     | Genny Del Prete    |
|    | Italia (bandiera) | P     | Alessandro Ferreri |
|    | Italia (bandiera) | C     | Vincenzo Giannusa  |

| N. |                   | Ruolo | Calciatore          |
| -- | ----------------- | ----- | ------------------- |
|    | Italia (bandiera) | D     | Vito Incrivaglia    |
|    | Italia (bandiera) | D     | Carmelo La Spada    |
|    | Italia (bandiera) | A     | Francesco Marra     |
|    | Italia (bandiera) | C     | Francesco Millesi   |
|    | Italia (bandiera) | P     | Francesco Monaco    |
|    | Italia (bandiera) | D     | Giuseppe Occhipinti |
|    | Italia (bandiera) | D     | Marco Palma         |
|    | Italia (bandiera) | D     | Antonino Panarello  |
|    | Italia (bandiera) | C     | Carmine Passalacqua |
|    | Italia (bandiera) | P     | Alessandro Quarta   |
|    | Italia (bandiera) | A     | Giuseppe Rosa       |
|    | Italia (bandiera) | A     | Francesco Semplice  |